# Ранко Младеновић
Ранко Младеновић (Клисура, 28. јун 1892 — Београд, 6. јануар 1943) био је српски авангардни песник, драмски писац, књижевни и позоришни критичар и новинар.

## Биографија
Основну школу учио је у родном селу и Пироту, гимназију у Пироту, Нишу и Београду. На Филозофском факултету у Београду 1912. уписује се на Групи за историју опште, упоредне књижевности и историју уметности, где завршава пет семестара. У Првом светском рату учествује у Ђачком батаљону, познатом као 1300 каплара. У бици на Сувобору бива заробљен, тако да Први светски рат преживљава у аустријским заробљеничким логорима. Из заробљеништва се враћа фебруара 1919. године. Прве две послератне године проводи на студијама у Швајцарској. У Берну полаже дипломски испит са докторатом из историје, одбраном тезе „Друга владавина кнеза Михајла Обреновића 1860 - 1868".
Прве песме је објавио 1908. године у часопису Момчиловац, а потом објављује и у многим другим часописима: Босна, Дело, Српски књижевни гласник, Мисао, Звезда, Путеви, Алманах Бранка Радичевића, Живот и рад, Летопис Матице српске, Време и др.
За време Првог светског рата био је заробљеник у логору Ашах, где је био уредник логорског часописа „Пулс“.
За међуратну модерну српску књижевност од кључног значаја је његово уређивање часописа Мисао (1922 — 1923) у коме је окупио већину тадашњих српских авангардних стваралаца. Био је секретар Народног позоришта у Београду (1925—1929), наставник у београдским школама, чиновник у Универзитетској библиотеци, управник Народног позоришта у Осијеку, па директор Драме Народног позоришта у Београду и уредник часописа „ХХ век“.
За време Другог светског рата био је у заробљеничком логору у Нирнбергу, да би, као тежак болесник, 1942. био отпуштен из логора и умро на Бадњи дан 1943. године.
Објавио је неколико манифеста: Визионарска лирика (1919), Космичка лирика (1920), Интуитивна режија (1922) и Архиктетура нове заједнице (1923).
Објавио је и збирку песама Звучне елипсе (Београд, 1928), монографију о Јоакиму Вујићу, „Драмске гатке“, драме „Страх од верности“ (1931) и Човек поносан што нема среће (1933).